# Rockawillie
Rockawillie è un singolo della cantante pop italiana Sabrina Salerno.

## Il brano
Pubblicata il 22 aprile 1994, scritta da Sabrina Salerno, Sergio Portaluri, Fulvio Zafret e Mario Pinosa e prodotta da Enrico Monti, Fulvio Zafret e Sergio Portaluri, la canzone è di genere dance pop, e non è stata inclusa in nessun album della cantante. La canzone è stata promossa soprattutto nella televisione spagnola, dove la cantante si è esibita cantando questo pezzo e anche altri in lingua inglese, rimasti inediti a lungo ma pubblicati successivamente nel 2008 nella doppia raccolta Erase/Rewind Official Remix.

## Formati e tracce
CD Single
1. "Rockawillie" (Extended Mix) - 6:15
2. "Rockawillie" (Big Willie Mix) - 4:50
3. "Rockawillie" (Plastika Mix) - 5:47
4. "Rockawillie" (Radio Mix) - 3:32

12" Single
1. "Rockawillie" (Extended Mix) - 6:15
2. "Rockawillie" (Big Willie Mix) - 4:50
3. "Rockawillie" (Plastika Mix) - 5:47
4. "Rockawillie" (Radio Mix) - 3:32